# Buchstabentaube
Die Buchstabentaube (Geophaps scripta), auch Rebhuhntaube oder Blaubrillentaube genannt, ist eine Art der Taubenvögel. Sie kommt in zwei Unterarten ausschließlich in Australien vor. Obwohl ihre Bestände auf Grund einer zunehmenden Weideviehhaltung abgenommen haben, gilt sie als nicht bedroht.

## Erscheinungsbild
Die Buchstabentaube erreicht eine Körperlänge von 28 Zentimetern und ist damit fast so groß wie eine Stadttaube. Die Gestalt der Buchstabentauben erinnert allerdings eher an ein Rebhuhn, ein Geschlechtsdimorphismus besteht nicht. Die Nominatform weist einen hellblauen Augenring auf, der zu dem deutschen Namen Blaubrillentaube geführt hat. Bei der im Norden des Verbreitungsgebietes vorkommenden Unterart Geophaps scripta peninsula ist der Augenring rot. 
Das Gefieder ist überwiegend graubraun. Lediglich an den Flügeldeckfedern hellt es sich zu einem gelbbraun auf. Die Rückenfedern haben blasse Säume. Die Brust und der Bauch sind blaugrau. Die Federn der Flanken sowie der Brustseiten sind dagegen weiß. Die Kehle und das Gesicht sind schwarzweiß gezeichnet. Der Schnabel ist schwarz, die Iris ist dunkelbraun.

## Verbreitung, Lebensraum und Verhalten
Die Buchstabentaube kommt im Osten Australiens vor. Sie besiedelt dort Queensland bis New South Wales. Sie ist ein Vogel offener Landschaften und hält sich bevorzugt in Wassernähe auf. Wie alle Geophaps-Arten ist sie stark an ein Leben auf dem Boden angepasst. Sie fliegt bei Bedrohung zunächst nicht auf, sondern drückt sich an den Boden, versucht dann zunächst laufend der Gefahr zu entkommen und fliegt erst dann auf, wenn sie sich weiterhin bedroht fühlt. 
Buchstabentauben sind Bodenbrüter. Das Nest ist lediglich eine flache, mit Halmen ausgelegte Mulde am Boden. Das Gelege besteht aus zwei Eiern. Die Brutdauer beträgt 17 Tage.

## Haltung in menschlicher Obhut
Buchstabentauben wurden bereits 1882 nach Europa importiert und erstmals im Zoo von Antwerpen gezeigt. Sie ist zwar anders als die mit ihr nah verwandten Spinifex- und Rotbrillentauben verträglich gegenüber anderen Volierenbewohnern. Sie ist dennoch eine verhältnismäßig selten gehaltene Art, die für ihr Wohlbefinden unter anderem einen beheizten Schutzraum benötigt.

## Belege